# Жорнів
Жо́рнів — село в Україні у Варковицькій сільській громаді Дубенського району Рівненської області. Населення становить 501 осіб.

## Географія
Селом тече річка Стубазка.

## Історія
Село Жорнів розкинулось в долині, біля підніжжя гори, яку в народі називають Замком. Про дату заснування села не відомо нічого, старі люди кажуть, що спочатку село називалось Ропатов, у старих документах пишеться як Жорнова, Жорново. Перші згадки знаходимо в акті архіву Сангушків в 1522 році. Згадується в акті від 20 січня 1563 року як містечко Жорново і є власністю землянки Марини Клочко. Пізніше за поборовим реєстром Луцького повіту в 1570 році містечко Жорново належало до Острога. В 1867 р. на кошти поміщиків Молодецького і Ніко, місцевих прихожан в селі побудовано дерев'яний храм, який діє і понині. 29 серпня 1890 року, під час маневрів двох військових округів в повітах південно-західної окраїни відпочивав Государ Імператор Олександр ІІ зі своєю сім'єю. Як зазначається в Волинських єпархіальних відомостях, цар проявив ласку і відвідав хату місцевого селянина Микити Бемчука. Така рідкісна подія залишила слід у жителів села і на ознаменування приїзду Імператора було вирішено побудувати каплицю. Організував будівництво каплиці місцевий священик Федот Сідлецький. Розповідають, що в 60-х роках з цієї каплиці викрали картину невідомого художника, на якій був зображений цар з сином. Дубова різьблена рама коштувала не менше картини. У 90-х роках XX століття були зруйновані бані каплиці, та й начиння зникло у невідомому напрямку.
На даний момент каплиця відновлена силами громади.
У 1906 році село Варковицької волості Дубенського повіту Волинської губернії. Відстань від повітового міста 24 верст, від волості 5. Дворів 76, мешканців 503.
7 (20) листопада 1917 року, відповідно до Третього Універсалу Української Центральної Ради, увійшло до складу Української Народної Республіки.
На території села знаходиться цегляна споруда «Стовп», без верхівки. За переказами на верхівці був металевий орел, а під стовпом козацьке поховання. Офіційне походження невідоме, але поблизу знаходили монети із зображенням козака на коні. Також багато легенд: про церкву на горі «Замок», яка пішла під землю; про зариту бочку золота під сосною. Чи це правда чи ні, можемо тільки гадати. Фактом є те, що навколо «замку» є захисні насипи, на яких є знаки «охороняється державою», на верхівці старожили пам'ятають дерев'яну загорожу, при розробці каменю було знайдено бивень мамонта та срібний скарб, який знаходиться у Львівському краєзнавчому музеї.
Ще село є цікавим для велосипедних екскурсій, оточене з усіх сторін лісами, є став та річка Стубелка.
У селі є Жорнівська ЗОШ 1-2 ступенів.
12 червня 2020 року, відповідно до розпорядження Кабінету Міністрів України № 722-р від «Про визначення адміністративних центрів та затвердження територій територіальних громад Рівненської області», увійшло до складу Варковицької сільської громади.
19 липня 2020 року, в результаті адміністративно-територіальної реформи та ліквідації  Дубенського (1939—2020) району, село увійшло до складу новоутвореного Дубенського району.

## Персоналії села
Учасники Другої світової війни
- Коцюбинський Філімон Данилович народився в 1910 році у с. Жорнів. В 1941 році призваний на фронт. Військове звання — рядовий. Служив артилеристом в 115 артилерійському стрілецькому полку. В битві під Смоленськом Філімона Даниловича контузило, внаслідок чого він півроку лікувався у шпиталі. Після одужання повернувся на фронт, дійшов до Берліна. Повернувся додому в 1945 році. Нагороджений орденом Вітчизняної війни першого ступеня, ювілейними нагородами.
- Бемчук Юхим Іванович народився в 1905 році в с. Жорнів. Участь у війні розпочав в 1944 році, служив у 192 стрілецькому полку. Військове звання — рядовий. Воював на території Білорусі та Прибалтики. В одній з битв був важко поранений. Повернувся додому в 1945 році. Нагороджений орденом Вітчизняної війни ІІ ступеня, медалями «За перемогу над Німеччиною», «За відвагу», ювілейними нагородами.
- Повшук Олександр Панасович народився в 1916 році в с. Жорнів. Брав участь в другій світовій війні. Проходив військову службу в Польській кавалерії з 1939 року, був свідком нападу німецьких військ на Польщу, після проходження служби в Польщі повернувся до с. Жорнів, де в 1942 році був мобілізований Радянську Армію, службу проходив мінометником, двічі був в Німецькому полоні, був учасником звільнення Німецького концтабору Освєнцим в якому на той час перебував батько третього президента України Ющенка В.А., дійшов до Берліну, неодноразово нагороджений медалями та подяками від тодішньої влади.